# Pamendanga siporensis
Pamendanga siporensis är en insektsart som beskrevs av Frederick Arthur Godfrey Muir 1926. Pamendanga siporensis ingår i släktet Pamendanga och familjen Derbidae. Inga underarter finns listade i Catalogue of Life.